# 麥克明縣 (田納西州)
麥克明县（英語：McMinn County）是美國田納西州東南部的一個縣。面積1,119平方公里。根据美國2000年人口普查，共有人口49,015人。縣治雅典。
成立於1819年11月13日。縣名紀念美國獨立戰爭時期軍人、制憲大會成員、州長約瑟·麥克明。1946年，当地爆发雅典之战，县政府被推翻重建。